# Toilette alla turca

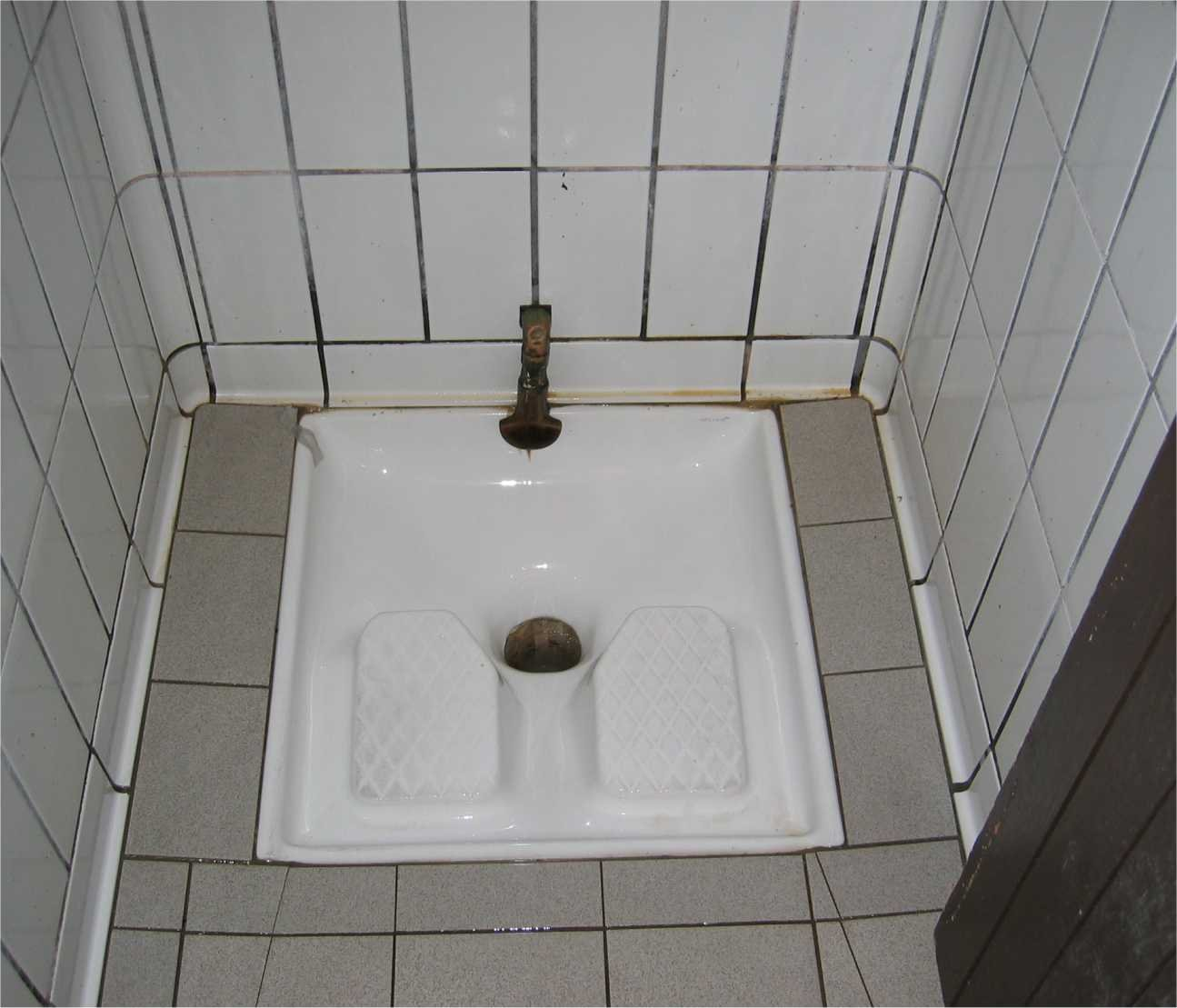
Toilette alla turca in Francia

Una toilette alla turca è un tipo di gabinetto costituito da un vaso sanitario appiattito (vaso alla turca) posto al livello del pavimento e privo di coperchio, caratterizzato generalmente da due pedane rialzate e da un foro di scarico centrale. Il vaso può essere di vari materiali, come maiolica, ghisa o porcellana, e per utilizzarlo ci si accovaccia su di esso. È comune soprattutto in Asia e in Europa, negli edifici collettivi o nei luoghi pubblici (per esempio caserme, scuole o stazioni ferroviarie).

## Storia

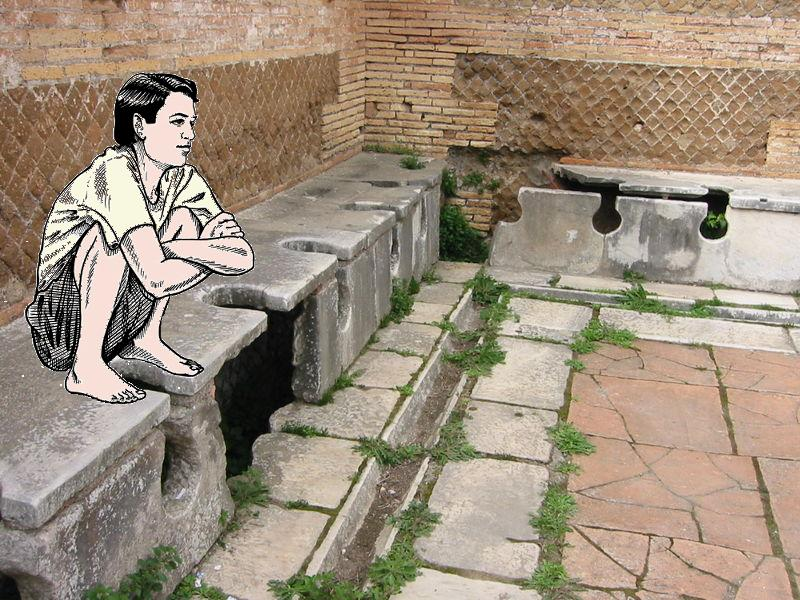
Illustrazione che mostra come venissero utilizzate le latrine alla turca dai Romani, Ostia antica

Alcuni studi hanno identificato nella posizione accovacciata, simile a quella che si assumerebbe durante l'esercizio di squat, la postura naturale per l'uomo nell'espletare le funzioni corporee. Il vaso sanitario con sciacquone fu introdotto e perfezionato dagli inventori britannici Alexander Cumming e Joseph Bramah tra la fine del XVIII secolo e l'inizio del XIX secolo; fino a quel momento le persone comuni erano solite assumere la posizione accovacciata per le attività di minzione e defecazione, mentre i vasi che prevedevano la posizione seduta erano a disposizione solamente della nobiltà o utilizzati in situazioni particolari, come nel caso delle persone disabili. Nell'Antica Roma, per esempio, le persone utilizzavano le latrine accovacciandovisi sopra, mentre la toga garantiva un minimo di privacy. A partire dall'Ottocento, i vasi sanitari simili a quelli utilizzati oggi furono messi a disposizione di tutti, in modo da garantire lo stesso livello di dignità anche alle persone meno abbienti. Dalla Gran Bretagna essi di diffusero anche nel resto dell'Europa occidentale, così come in Australia e in Nord America, e nel giro di pochi decenni la maggior parte del mondo industrializzato adottò il vaso sanitario con sciaquone.

## Caratteristiche
A differenza dei vasi sanitari con sciacquone, i vasi alla turca non sono muniti di un proprio sifone ma, essendo generalmente installati in serie di più elementi, essi sono collegati a un collettore di scarico al quale viene assegnato un unico sifone. Il vaso può essere di vari materiali, quali per esempio maiolica, ghisa o porcellana, mentre la parte a contatto con le scarpe è in materiale antigraffio. Affinché non si verifichino infiltrazioni, tra il sanitario e il pavimento viene generalmente inserito del materiale di tenuta, ad esempio una lastra di piombo. I vasi alla turca moderni hanno solitamente una forma rettangolare, di una grandezza compresa tra i 500 x 600 mm e i 650 x 700 mm.

## Utilizzo

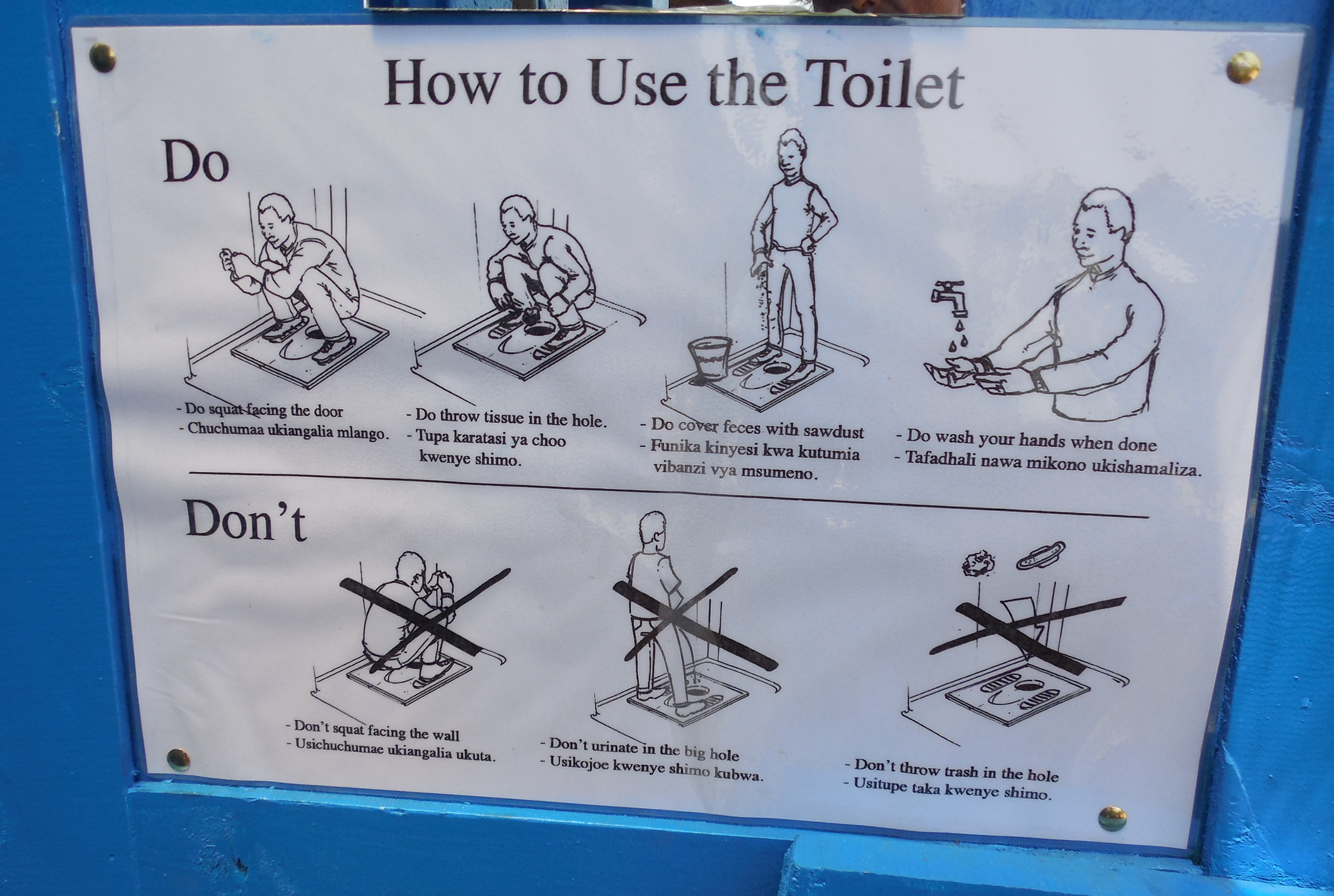
Cartello che spiega il modo corretto di utilizzare una toilette alla turca

Si può considerare la turca una variante dell'orinatoio, che è più comodo per gli uomini che debbano urinare in piedi, ma entrambi possono essere usati a questo scopo. Non c'è nessuna differenza tra la defecazione e l'urinazione accovacciata. L'utente si posiziona in piedi davanti alla turca e abbassa i pantaloni (alza, in caso di una gonna) e le mutande fino alle ginocchia. Poi si accoscia sul buco, il più vicino possibile alla parte anteriore, dato che gli escrementi tendono a cadere sul bordo posteriore del ricettacolo se ci si accuccia troppo indietro. Poiché mantenere la posizione accovacciata può risultare difficile, molti utenti tendono ad aggrapparsi alle tubature davanti a loro per mantenere l'equilibrio. Per evitare ogni potenziale incidente imbarazzante mentre si defeca, molti utenti decidono di spogliarsi completamente la parte inferiore del corpo e appendere gli abiti su un gancio prima di assumere la posizione.

## Possibili benefici nell'utilizzo
All'uso abituale della toilette alla turca sono attribuiti alcuni benefici per la salute: studi affermano infatti che la posizione accovacciata aiuti i muscoli della zona pelvica femminile, riducendo le probabilità di incontinenza. Sembra anche che questa posizione rafforzi le anche e migliori la respirazione e la concentrazione, e che renda possibile il regolare traffico fecale, abbassando il rischio di contrarre il cancro al colon. Prendere e mantenere questa posizione in modo regolare può anche aiutare a mantenere le articolazioni del ginocchio flessibili. Alcuni studi infine individuano nell'assumere tale posizione un trattamento efficace e non invasivo per le emorroidi.